# Ліквідація шахтних стволів

Ліквідація шахтних стволів

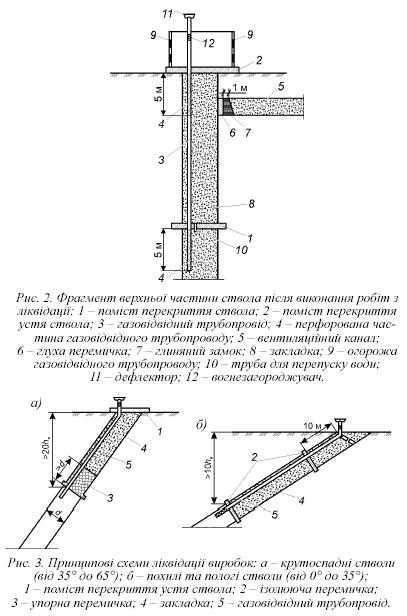

Ліквідація шахтних стволів (стовбурів) (рос. ликвидация шахтных стволов; англ. liquidation of mine shafts, pit-shaft liquidation, нім. Liquidation f der Schächte) — проведення робіт, що включають заповнення (закладання) вільного об'єму ствола або його частини закладальним матеріалом, спорудження опор, перемичок, полиць, інших заходів, що спрямовані на припинення аеродинамічних зв'язків ствола з атмосферою, а також на забезпечення того, що оточуючі ствол породи, кріплення ствола, закладний масив, опорні та інші споруди створюють єдиний урівноважений стійкий масив, близький до природного, що не порушується навіть під час змін гідрогеологічної та сейсмічної ситуації у районі ствола. Це дозволяє уникнути небезпечних деформацій поверхні — раптових осідань, провалів з утворенням вирви (кратера), що є серйозною загрозою для населення, тварин, здійснення господарської діяльності. Для закладання використовують породу згаслих шахтних відвалів, інколи цінніші матеріали, що видобуваються в кар'єрах (щебінь, пісок, гравій), а також швидкоохолоджені металургійні шлаки.

## Технологія ліквідації вертикального ствола
Технологія ліквідації вертикального ствола умовно складається з п'яти головних етапів: підготовка ствола до засипання; визначення та оконтурювання меж зон небезпечного ведення закладальних робіт; підготовка поверхні до засипання; власне засипання ствола; виконання завершальних робіт. На етапі підготовки ствол або його частина звільнюється від оснащення, внутрішніх конструкцій, устаткування; демонтується відшивка сходового відділення; здійснюється перевірка стану кріплення, а за необхідністю — його ремонт. Для відвертання розповзання закладального матеріалу, на сполученнях з горизонтальними виробками встановлюються упорні перемички, споруджуються стійкі опори-підвалини. На другому етапі з урахуванням виду транспорту, що доставляє закладальний матеріал; характеру споруд над стволом, біля ствола та ін., визначається та оконтурюється огорожею зона можливих деформацій земної поверхні поблизу устя ствола (20–40 м від осі ствола), та зона небезпечна за скупченням та вибухом метану, що витікає з шахти (не менш ніж 25 м від осі ствола). Підготовка поверхні до засипання та саме засипання ствола визначаються прийнятою технологічною схемою його ліквідації. На заключному етапі виконується рекультивація території. Найпоширеніша технологічна схема ліквідації вертикального ствола наведена на рис. 1.
Транспортування породи до ствола найчастіше виконується автосамоскидами. Подавання породи безпосередньо у ствол здійснюється скребковим конвеєром крізь розвантажувальний жолоб. Електромагніт над конвеєром встановлюється, щоб запобігти потраплянню до ствола разом із закладальним матеріалом металевих предметів, які при падінні можуть викликати іскроутворення. Для запобігання падінню у ствол великих уламків породи (що можуть зруйнувати кріплення) у бункері встановлюється грохот з чарункою 250×250 мм.
Засипання ствола виконується до рівня помосту перекриття ствола (рис. 1), який потім споруджується у вигляді залізобетонної плити на рівні корінних порід, але не ближче ніж 10 м від поверхні. Одночасно з засипанням ствола та зведенням помосту перекриття монтується сталевий газовідвідний трубопровід діаметром не менш за 100 мм. Верхній кінець трубопроводу заввишки 3 м над рівнем поверхні заварюється металевою сіткою та обладнується дефлектором. На відстані 1 м від верхнього кінця на 3 м вище рівня поверхні встановлюється вогнезагороджувач.
Після закінчення спорудження помосту перекриття ствола і монтажу газовідвідного трубопроводу вентиляційний канал перекривається глухою перемичкою (рис. 2).
До того часу на поверхні розбираються надствольні споруди (надшахтна будівля, копер), засипається ствол до верхньої частини устя. Після повного засипання ствола демонтується використане для цього устаткування, виконується огородження небезпечної зони та споруджується поміст перекриття устя ствола (монолітна залізобетонна плита). Якщо передбачається дозасипання ствола внаслідок ущільнення закладки, у помості влаштовується люк, що герметично закривається металевою кришкою. Верхня частина газовідвідного трубопроводу на поверхні огороджується на висоту 2 м. На кожній стороні огородження виконуються попереджувальні написи про небезпечність використання відкритого полум'я, прокладання комунікацій і т. ін.

## Ліквідація крутопохилих, похилих і положистих стволів
Крутопохилі, похилі та положисті стволи під час їхньої ліквідації заповнюють закладальним матеріалом лише частково.
Нижні ізолюючі перемички встановлюють на граничній глибині, нижче за яку під час обвалення порід покрівлі ствола не виникають небезпечні деформації поверхні. Принципові схеми ліквідації стволів показані на рис. 3.
Крутопохилі (35°–65°) стволи (рис. 3а) ліквідують шляхом встановлення однієї ізолюючої перемички, призначеної для запобігання сповзанню закладального матеріалу та для припинення аеродинамічних зв'язків між шахтою та земною поверхнею, що виникають внаслідок осідання закладального матеріалу та утворення порожнин під покрівлею ліквідованого ствола. Конструктивно її виконують у вигляді «упорної пробки» довжиною 1,5 — 2,0 діаметри ствола з армуванням шляхом встановлення рейок у вигляді ремонтин. Перемички у обводнених виробках споряджають трубами для перепуску води. У нестійких породах кріплення виробки на відстані 5 –10 м нижче перемички підсилюється шляхом встановлення ремонтин, додаткових рам, полігонального кріплення і т. ін. Заповнення ствола закладальним матеріалом здійснюється найчастіше способом самопливного закладання.
Під час ліквідації похилих та положистих стволів (рис. 3б) необхідним є спорудження двох перемичок. Ділянка виробки між перемичками та частина її, що залишилася до земної поверхні, заповнюється закладальним матеріалом. Газовідвідні трубопроводи під час ліквідації всіх стволів прокладаються із залишенням за перемичкою перфорованих кінців довжиною 5 м, а на поверхні трубопроводи огороджуються як і для вертикальних стволів. Для перекриття устя похилого ствола використовують бетонну підготовку по закладальному матеріалу з плануванням відкосу під кутом 30°. Над порталом формують земляний покрив заввишки не менше 1 м із відповідними огородженнями та запобіжними написами.